# Mantgumermolen
De Mantgumermolen is een poldermolen ten oosten van het Friese dorp Mantgum, dat in de Nederlandse gemeente Leeuwarden ligt. De molen staat ten noordoosten van buurtschap Tsjerkebuorren op het grondgebied van de gemeente Súdwest-Fryslân.

## Beschrijving
De Mantgumermolen is een maalvaardige Amerikaanse windmotor van het merk Hercules, type Metallicus. Hij werd vervaardigd door de Vereinigte Windturbine Werke AG in Dresden en geïmporteerd door de handelsmaatschappij Stokvis en Zonen uit Rotterdam. De molen is een rijksmonument.
De molen staat anderhalve kilometer ten oosten van Mantgum aan een opvaart van de Zwette en werd in 1920 geplaatst voor de bemaling van de Mantgumerpolder. De molen maakte deel uit van een groep van vijf Amerikaanse windmotoren (de andere vier zijn de Weidumermolen, de Kleiterpstermolen en de gesloopte molens bij Schillaard en buurtschap Makkum). Deze waren vervangers van 58 traditionele windmolens en bemaalden samen het gebied van het voormalige waterschap De Oosterwierumer Oudvaart.
In 2004 raakte de molen bij een storm zwaar beschadigd. In 2009 werd de molen gerestaureerd. De molen werd door Wetterskip Fryslân overgedragen aan de Stichting Waterschapserfgoed.